# Калишту, Бенедиту
Бенедиту Калишту де Жезус (порт. Benedito Calixto de Jesus; 14 октября 1853 — 31 мая 1927) — бразильский художник, педагог, профессор, историк, астроном-любитель, дизайнер, фотограф, картограф.

## Биография
Самоучка, первые свои эскизы выполнил в возрасте 8 лет. В 16-летнем возрасте переехал в Сантус, где ради заработка был вынужден заниматься покраской стен и изготовлением рекламных вывесок.
Начал карьеру в качестве портретиста в городе Бротас (Сан-Паулу), где проявил талант, вскоре признанный элитой города, представители которой спонсировали его поездку для учёбы во Франции. Обучался в Академии Жюлиана под руководством Гюстава Буланже, Жюля Лефевра и Тони Робер-Флёри.

## Творчество
Бенедиту Калишту — один из крупнейших представителей бразильской живописи конца XIX — начала XX веков.
В своих работах изобразил современный ему бразильский быт, культуру, ряд известных персон (в частности, портрет Бартоломеу Лоренсу де Гусмана), пейзажи побережья Сан-Паулу.

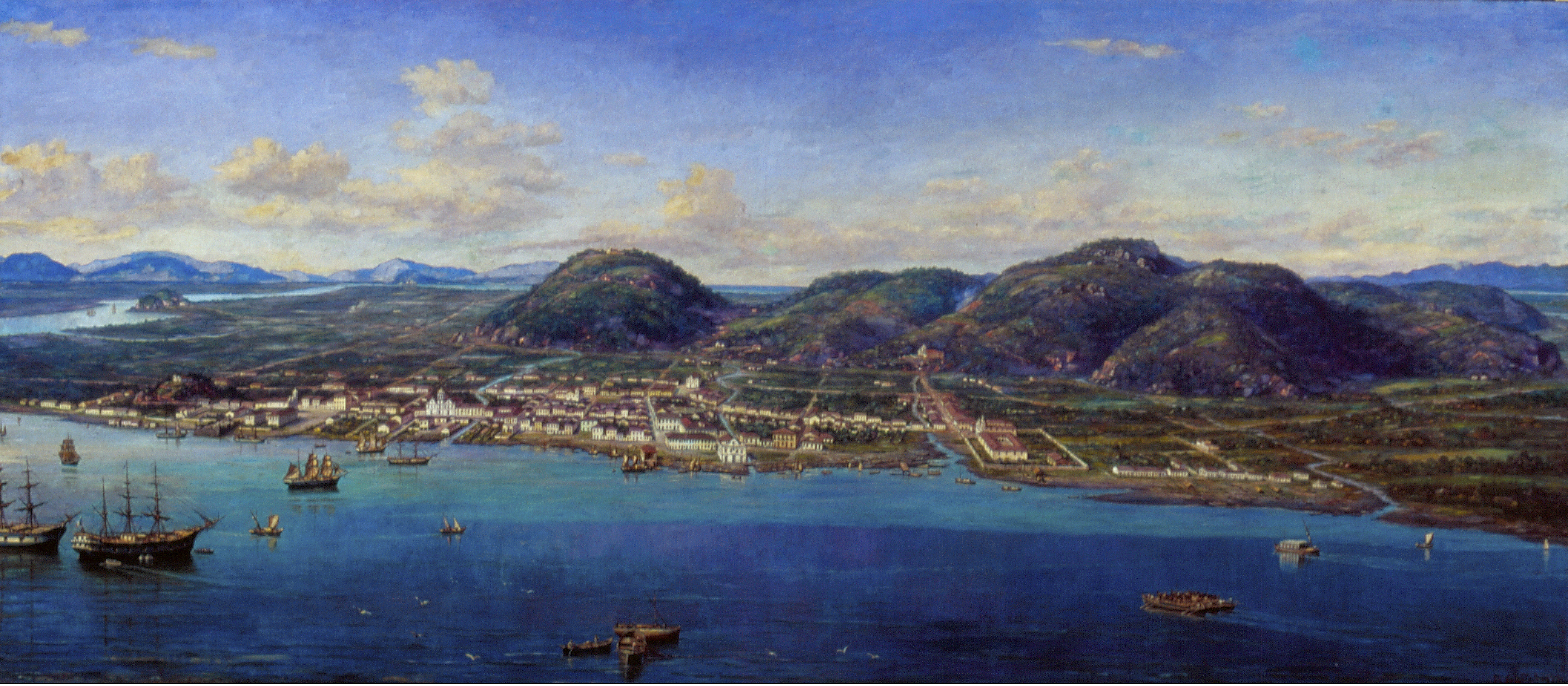
Панорама Сантуса

Кисти художника принадлежит находящееся ныне в здании биржи Сантуса полотно в стиле неоренессанса, на котором изображен город. Небольшая коллекция его произведений хранится в Пинакотеке Бенедиту Калишту, в сохранившемся особняке одного из бывших кофейных баронов. На полотнах художника изображены городские пейзажи Сантуса и его окрестностей. Работы художника хранятся также в Музее религиозного искусства в Сан-Паулу.

## Память
- Именем художника названа площадь Бенедиту-Калишту в Сан-Паулу, где каждую субботу проводятся антикварные выставки.

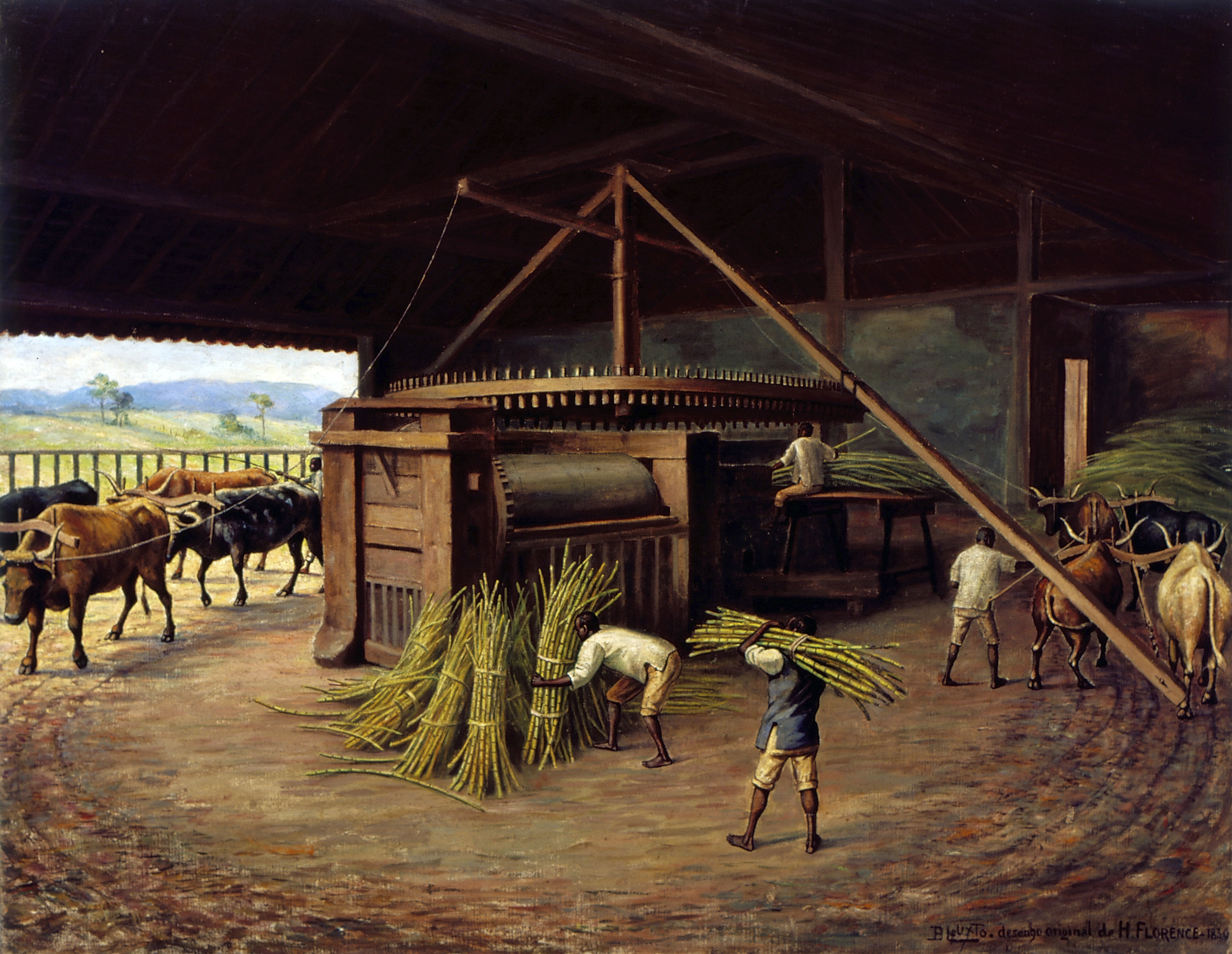
Обработка сахарного тростника на ферме Качерира в Кампинасе
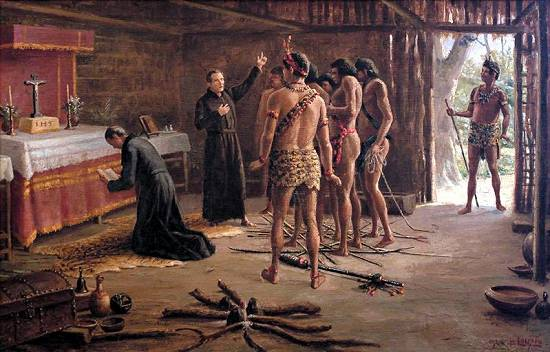
Иезуитские миссионеры Аншиета и Нобрега в хижине индейцев Пиндобасу
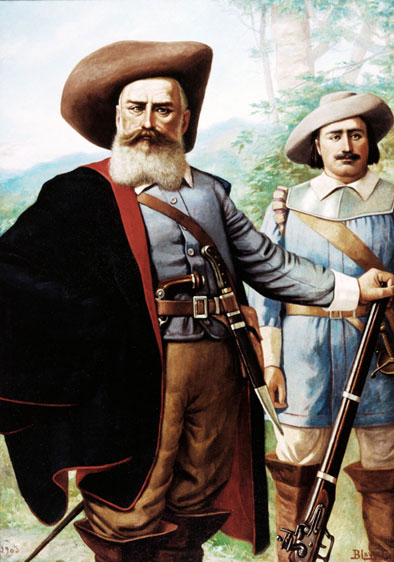
Бандейрант Домингус Жоржи Велью[порт.]
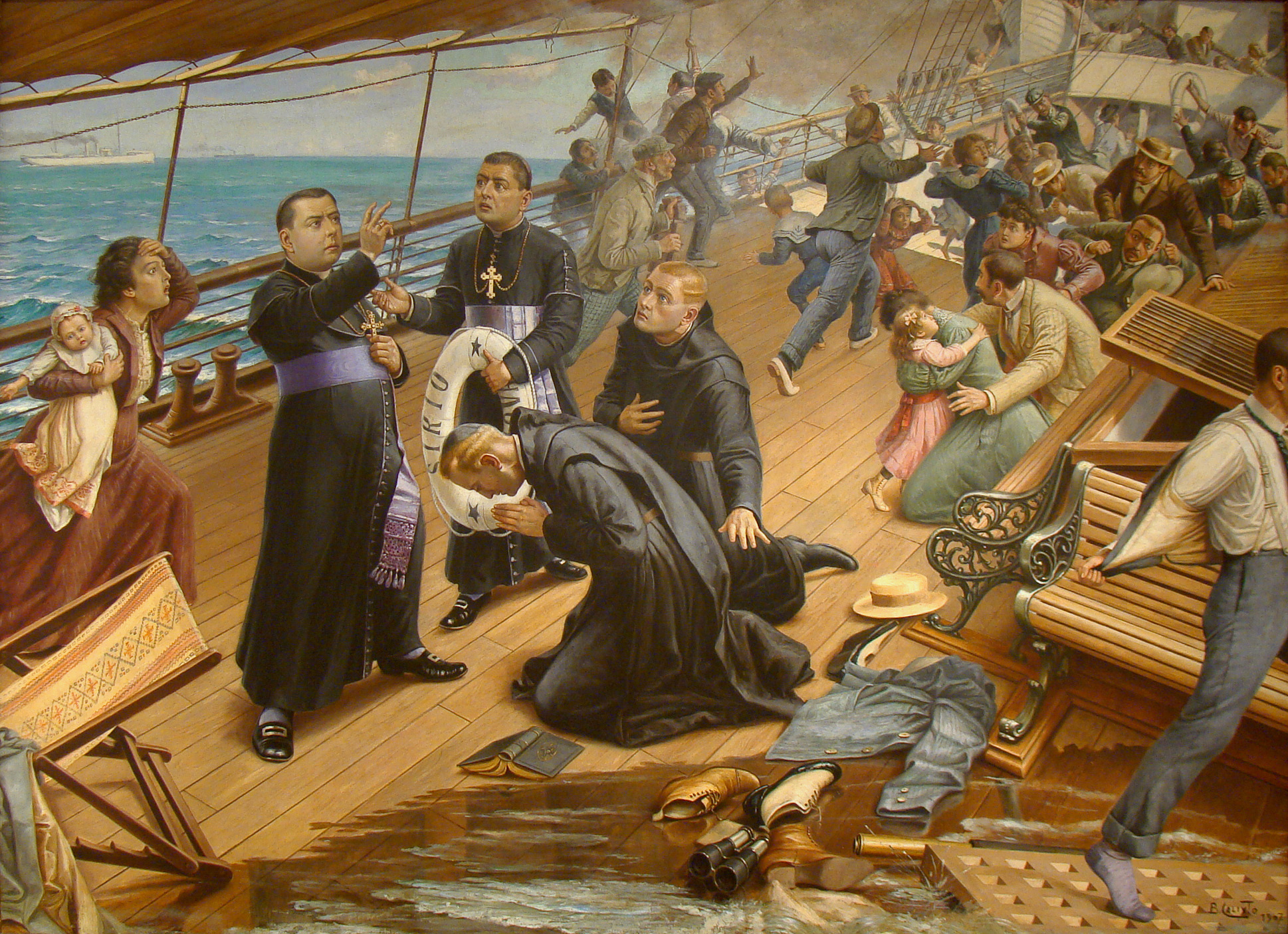
Отпущение грехов во время кораблекрушения корабля «Sírio» у побережья Испании
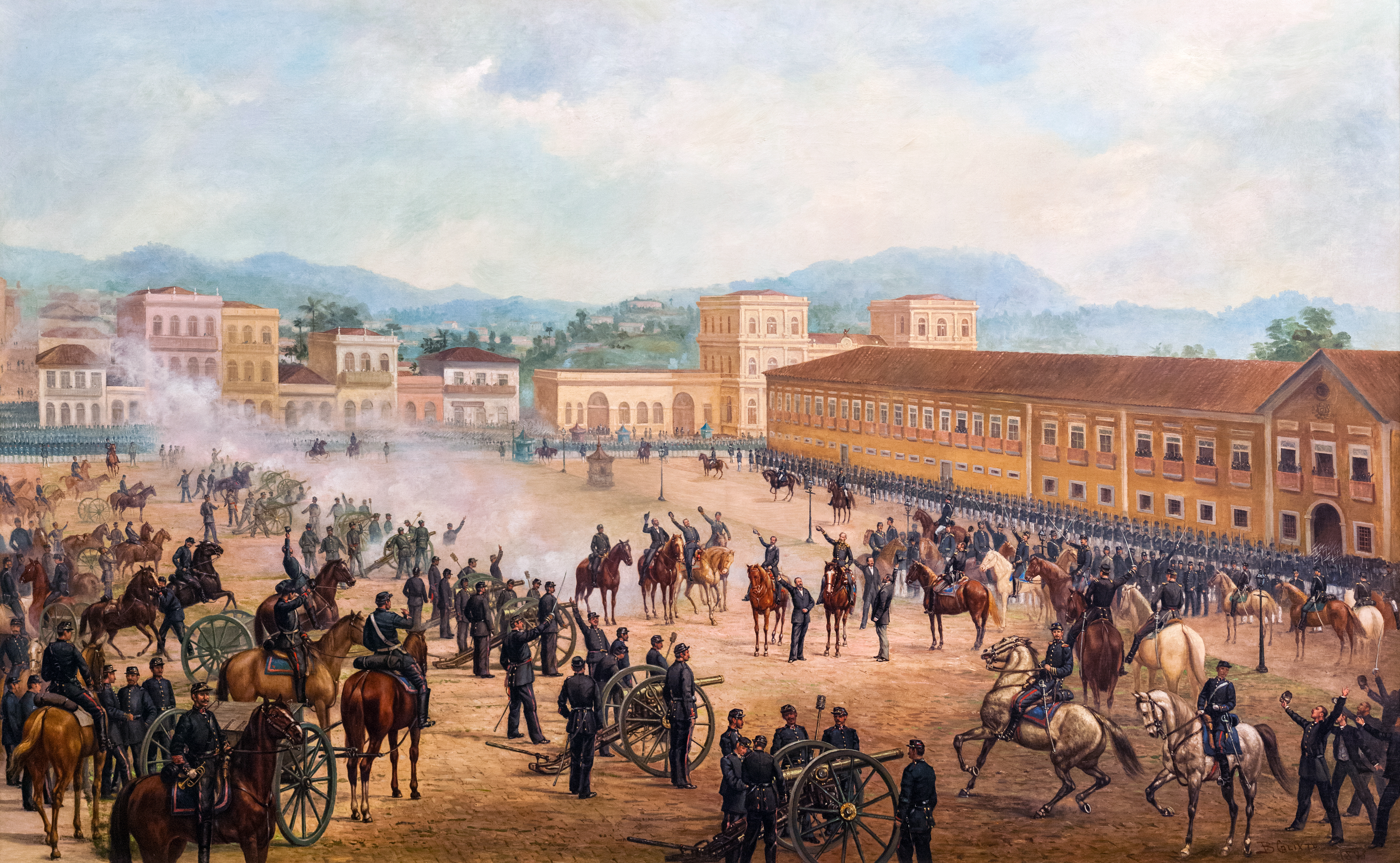
Провозглашение Бразильской республики
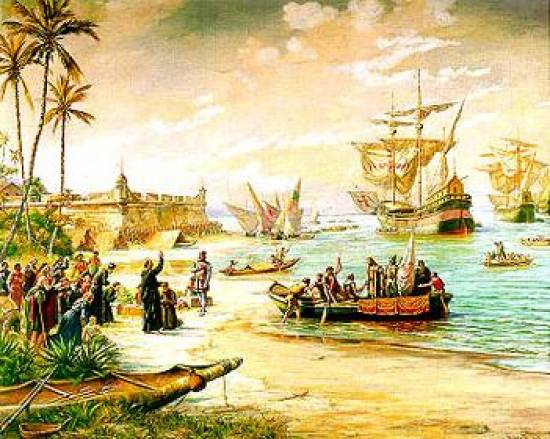
Отбытие Эштасиу ди Са.
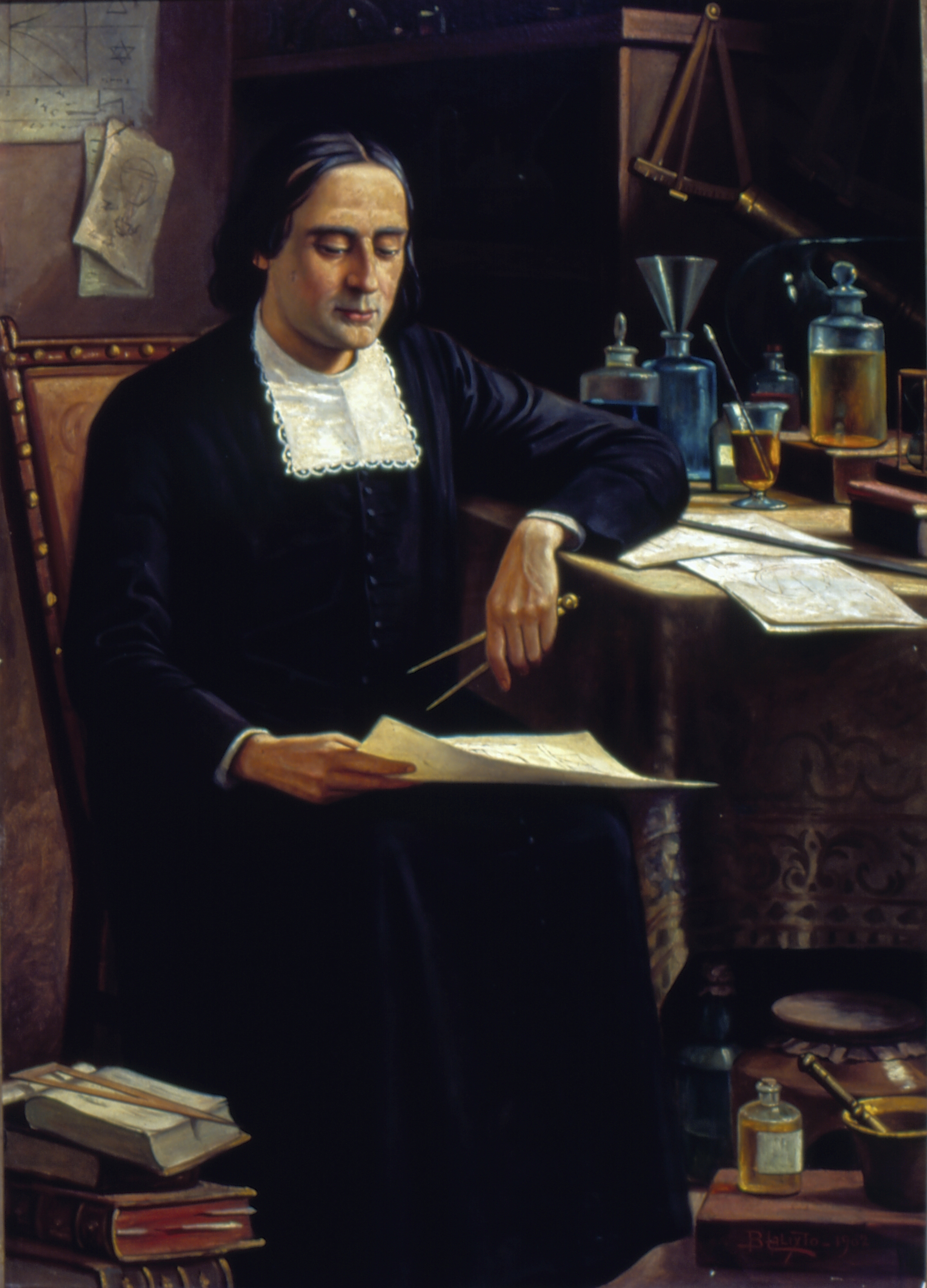
Портрет Бартоломеу Лоренсу де Гусмана